# Build a Rocket Boys!
Build a Rocket Boys! – piąty album studyjny indierockowego zespołu Elbow. Premierę albumu w Wielkiej Brytanii wyznaczono na 7 marca 2011. 8 marca tego samego roku w USA została wydana cyfrowa wersja płyty, fizyczna wersja krążka ukazała się tam 12 kwietnia. Tytuł płyty został "przypadkowo" ujawniony przez lidera grupy, Guya Garveya.
Album zdobył nominację do Mercury Prize 2011.

## Lista utworów
Źródło:
| 1.  | The Birds                 | 8:03  |
|     |                           |       |
| 2.  | Lippy Kids                | 6:06  |
|     |                           |       |
| 3.  | With Love                 | 4:12  |
|     |                           |       |
| 4.  | Neat Little Rows          | 5:39  |
|     |                           |       |
| 5.  | Jesus Is a Rochdale Girl  | 3:18  |
|     |                           |       |
| 6.  | The Night Will Always Win | 4:24  |
|     |                           |       |
| 7.  | High Ideals               | 5:39  |
|     |                           |       |
| 8.  | The River                 | 2:50  |
|     |                           |       |
| 9.  | Open Arms                 | 4:53  |
|     |                           |       |
| 10. | The Birds (Reprise)       | 1:31  |
|     |                           |       |
| 11. | Dear Friends              | 5:01  |
|     |                           |       |
|     |                           | 51:36 |
|     |                           |       |